# Polyptyque de l'Annunziata
Le polyptyque de l'Annunziata (en italien : Polittico dell'Annunziata) est un retable à deux faces commencé par Filippino Lippi et achevé à sa mort par le Pérugin, datant de 1504 - 1507, pour la basilique della Santissima Annunziata de Florence (d'où son nom sans rapport avec les sujets traités sur ses deux faces : son  panneau de La Déposition de la Croix qui est conservé à la Galleria dell'Accademia et celui de L'Assomption qui resta en la basilique della Santissima Annunziata de Florence).

## Histoire
L'œuvre a été commandée à  Filippino Lippi pour le maître-autel de la basilique de la  Santissima Annunziata de Florence.
Quelques années auparavant, pour la même destination, Filippino avait rétrocédé le travail à Léonard de Vinci, qui compléta un carton avec sainte Anne, la Vierge et l'Enfant puis abandonna la charge en 1502 en partant au service de César Borgia.
La commande retourna donc à Filippino qui composa une œuvre complètement différente. Filippino Lippi mourut en 1504 en ayant déjà commencé le travail du panneau central. La poursuite de la tâche fut confiée au Pérugin qui la compléta en 1507 en réalisant aussi les autres panneaux. L'artiste fut aidé par un disciple qui, selon l'historien de l'art Adolfo Venturi, pourrait être Andrea d'Assisi, et selon Gamba, le jeune Raphaël mais cette hypothèse n'a reçu aucun soutien.
L'œuvre a été férocement critiquée par les Florentins par la repétitivité de la composition.
Giorgio Vasari raconta que le peintre se défendit en ces termes : « Moi j'ai peint les figures que vous avez louées autrefois et qui vous ont fortement plu : si maintenant elles vous déplaisent et que vous ne les appréciez plus, que puis-je y faire ? ».
Au cours de ces années, Le Pérugin, fortement sollicité, avait accentué la réutilisation de cartons communs en privilégiant la qualité de l'exécution à l'originalité des compositions au moins quand l'intervention de ses collaborateurs était inexistante ou limitée.
Avec le nouveau siècle, la variété et l'invention était devenues des éléments fondamenteaux faisant la différence dans les artistes de premier plan et les secondaires.
Dans les grands centres italiens comme Florence, Rome et Venise, les nouveautés étaient de plus en plus fréquentes et rapides et les œuvres ne répondant pas aux critères de la mode étaient repoussées.
Le Pérugin étant resté lié au comportement du XVe siècle a été rapidement dépassé par l'apparition de nouveaux artistes à succès comme Léonard de Vinci d'abord et ensuite Michel-Ange et Raphaël.
Le Polyptyque de l'Annunziata  a été la dernière œuvre florentine du Pérugin.

## Thème
- La Déposition de la Croix relate dans l'iconographie chrétienne un des épisodes de la Passion du Christ, et la station XIII du chemin de Croix, soit la descente de croix du corps du Christ mort soutenu par Joseph d'Arimathie, et sa remise à sa mère, d'où la présence de ces personnages et d'autres figures saintes présentes à sa mort.
- L'Assomption de Marie est un dogme de l'Église catholique romaine selon lequel, au terme de sa vie terrestre, la mère de Jésus aurait été « élevée au ciel ».

## Description
À l'origine le polyptyque était peint sur les deux faces : la Déposition orientée vers les fidèles et l'Assomption, elle, vers le chœur de l'église. Après la séparation des deux faces, l'une rejoignit les collections grand-ducales et par conséquent les Offices. Avec la réorganisation des collections de 1954, ne trouvant pas place dans le parcours de visite principal la peinture rejoignit la Galleria dell'Accademia ; l'autre face resta dans la basilique, finissant dans la chapelle Baratta.

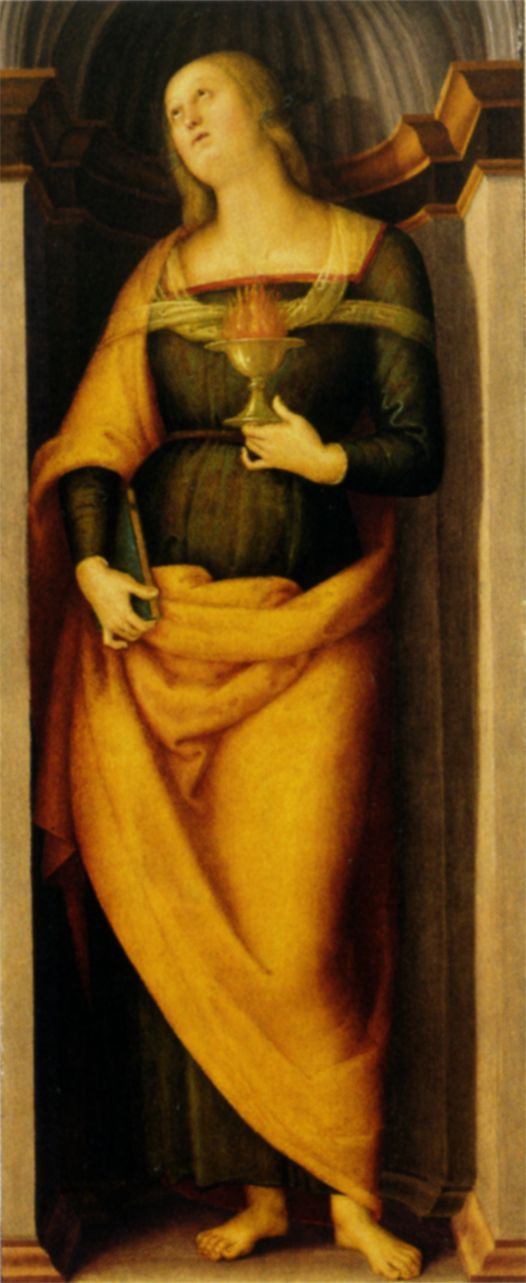
Sainte Illuminata da Todi (extrémité).

Six panneaux complétaient le polyptyque qui était incorporé dans une corniche en bois dessinée par Baccio d'Agnolo. Aujourd'hui ils se trouvent au musée Lindenau (de) d'Altenbourg, au Metropolitan Museum of Art de New York, dans la Galleria nazionale d'arte antica de Rome et dans une collection privée en Afrique du Sud.

### La Déposition de la Croix
La Déposition représente le moment au cours duquel le Christ mort est descendu de sa croix :  quatre personnage, en usant de deux échelles attachées aux bras de la Croix, soutiennent le corps lors de sa descente, deux tenant les bras, un le buste, et un quatrième les chevilles en s'aidant d'un tissu. Le tissu noué à l'extrémité gauche du bras de la croix se trouve accroché près d'une paire de tenailles. Au sol, du côté gauche, Marie s'évanouit, soutenue par les autres saintes femmes, tandis que Marie-Madeleine est agenouillée en prière au pied de la croix ; à droite, dans une attitude suggérant la surprise saint Jean apôtre ; les trois clous de la crucifixion sont posés sur un drap rouge, devant lui, au sol.
L'analyse stylistique de la Déposition confirme l'information rapportée par Vasari, selon laquelle Filippino Lippi réalisa la partie haute de la peinture : en effet les motifs typiques aux lignes sinueuses et dynamiques des rubans voletant qui lient les échelles à la Croix, tandis que le corps du Christ, laissé à moitié, a été complété au visage par le Pérugin qui a aussi réalisé la partie inférieure avec les saints avec leur typique aspect calme et serein, modelés avec souplesse par la couleurs corsées, avec en arrière-plan un paysage qui se dégrade progressivement dans le lointain. Les expressions plutôt conventionnelles et une certaine confusion dans le rendu des personnages au pied de la Croix mettent en évidence une intervention substantielle de disciples d'atelier, encore plus marquée dans les panneaux latéraux avec les Saints.

### L'Assomption
La composition fait appel avec encore plus d'évidence à une large utilisation de dessins et cartons du répertoire du maître déjà utilisés dans d'autres réalisations du Couronnement de la Vierge, sur deux registres bien distincts avec une mandorle, des anges musiciens et des séraphins  sur la partie supérieure et un groupe de personnages en isocéphalité sur l'inférieure (certains regardant vers le spectateur).
Cette façon de faire était déjà utilisée dans les fresques perdues de la chapelle Sixtine (1481-1482) et le groupe d'apôtres déjà employé avec quelques variantes dans  le Polyptyque de saint Pierre (1496-1500 environ) et dans le Retable de Monteripido (1504-1507).

## Analyse
Le maître, plus que l'originalité de la composition, a surtout privilégié une réalisation impeccable et de grande qualité, comme démontré par le dessin souple et précis, incisé en phase préparatoire probablement à la pointe d'argent ; la couleur diluée à l'huile est forte et épaisse sans altérer la typique délicatesse de l'artiste. Chaque détail est rendu avec un grand soin. La direction de la lumière est scrupuleusement étudiée, avec des effets générés dans l'épaisseur des drapés et dans le chatoiement  des couleurs.

### La prédelle
Cinq tablettes faisaient probablement partie de la prédelle. Celles-ci ont été dispersées dans divers musées américains :
- Nativité, 26,7 × 42,6 cm, Art Institute of Chicago.
- Baptême du Christ, 26,7 × 42,6 cm, Art Institute of Chicago.
- Samaritaine au puits, 26,7 × 42,6 cm, Art Institute of Chicago.
- Noli me tangere, 26,7 × 42,6 cm, Art Institute of Chicago.
- Résurrection, 27 × 45,7 cm, New York, Metropolitan Museum of Art.

Les panneaux de la prédelle du polyptyque
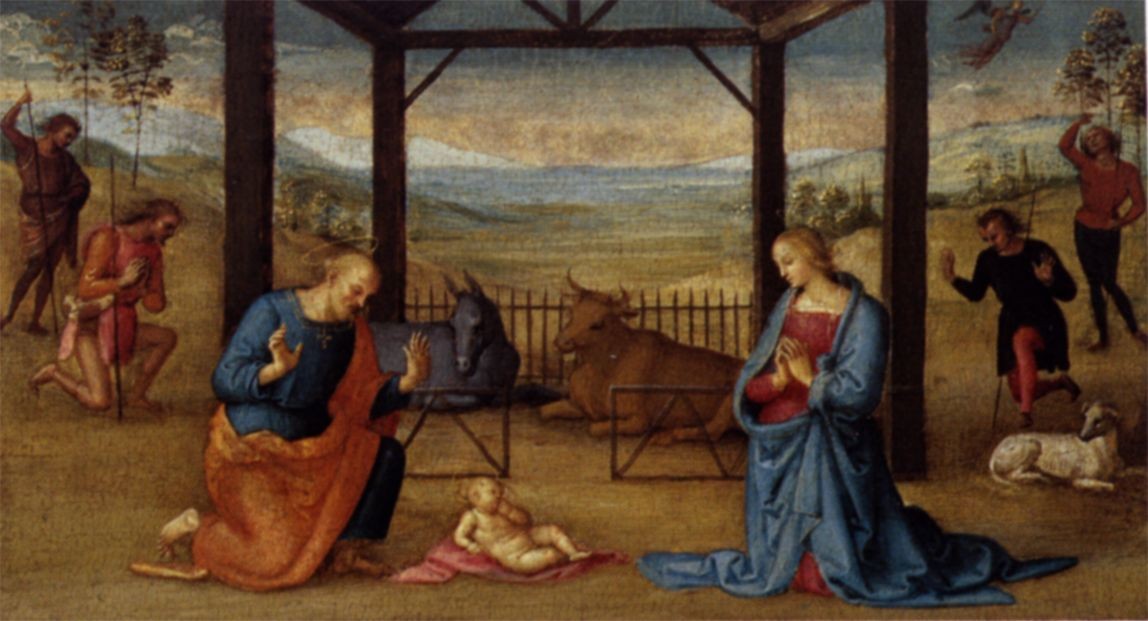
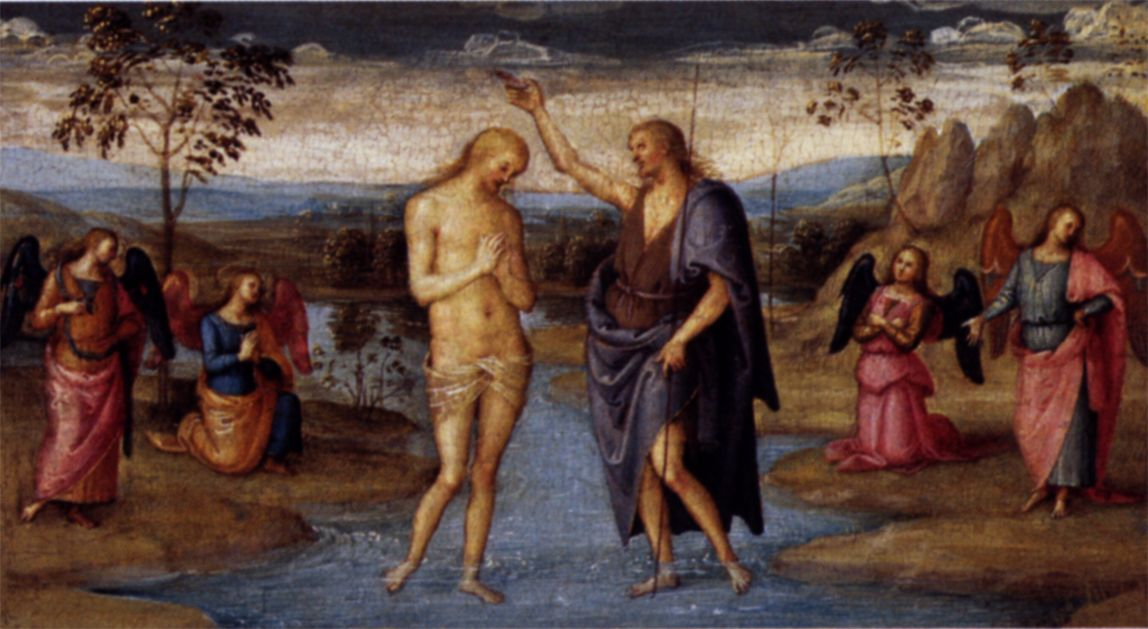
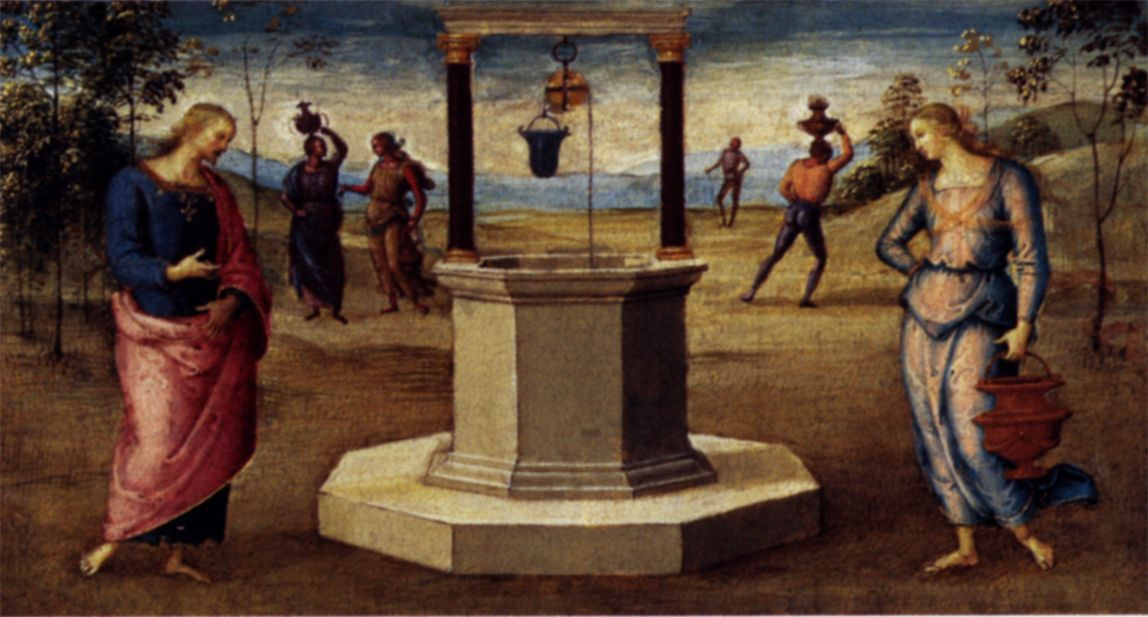
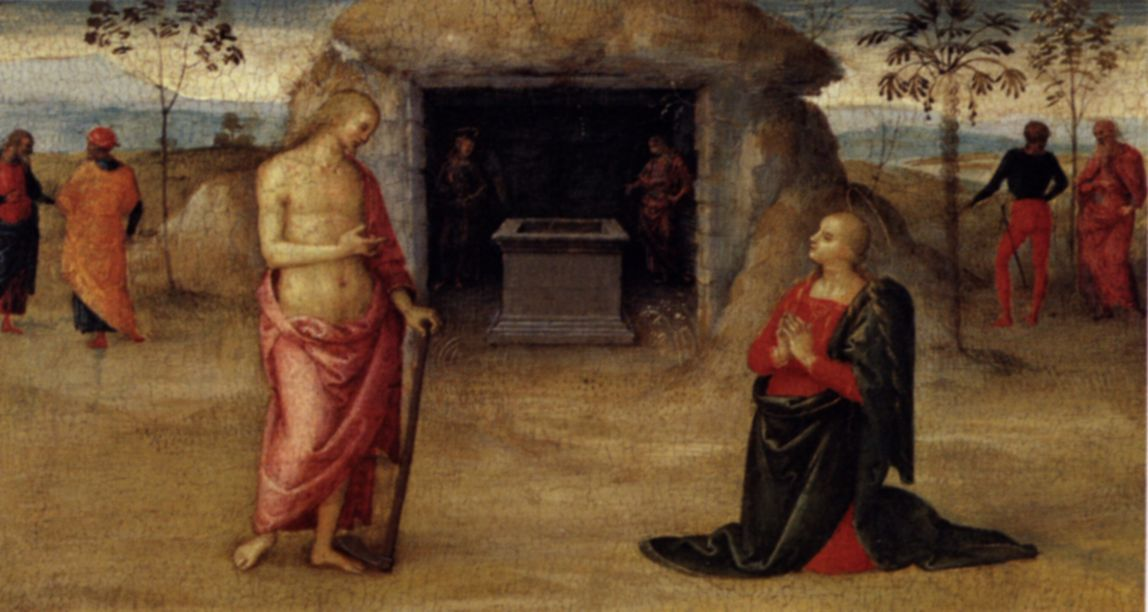
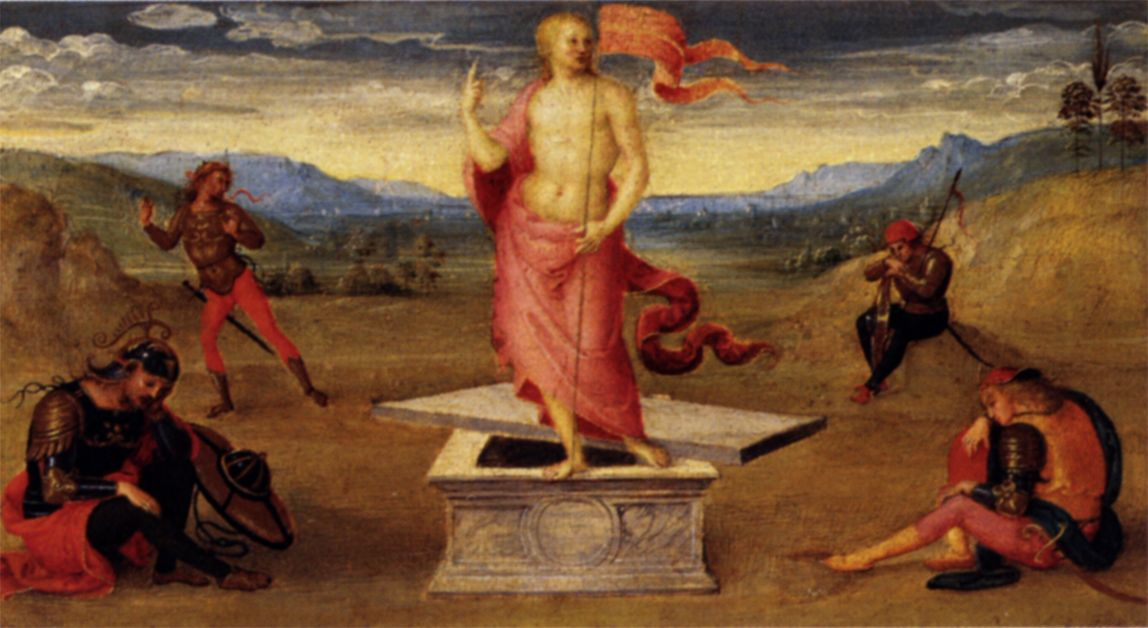

## Sources
- (it) Cet article est partiellement ou en totalité issu de l’article de Wikipédia en italien intitulé « Polittico dell'Annunziata » (voir la liste des auteurs).